# مینیو د سان استبان
مینیو د سان استبان (به اسپانیایی: Miño de San Esteban) یک دهستان در اسپانیا است که در سریا واقع شده‌است.

## خصوصیات
مینیو د سان استبان ۴۹ کیلومترمربع مساحت و ۸۰ نفر جمعیت دارد.